# Arrow Electronics
A Arrow Electronics é uma empresa estadunidense sediada em Centennial, Colorado. A empresa é especializada em distribuição e serviços de valor agregado relacionados a componentes eletrônicos e produtos de informática.
A Arrow Electronics ficou no 109º lugar na lista das 500 maiores empresas dos Estados Unidos da Fortune 500 em receita total.